# Vuhan központi pályaudvar
A Vuhan központi pályaudvar (egyszerűsített kínai: 武汉站) a kínai Hupej tartomány Vuhan városának három legfőbb pályaudvara közül az egyik.
A pályaudvart 2006. szeptember 29-én kezdték el építeni és 2009. december 26-án nyílt meg, a Vuhan–Kanton nagysebességű vasútvonal megnyitásával egyidőben. A Vuhani metró 4-es vonala érinti a pályaudvart.

## Jellemzése
A pályaudvarnak 11 vágánya van. A csarnok központi íve a szinusz függvény íve alapján készült. Az új nagysebességű vasútvonalon közlekedő vonatok mindegyike érinti a pályaudvart. További vonatok is érintik: ezek az ország különböző részeit kötik össze Vuhannal.
2020-ban az éves utasforgalma várhatóan eléri a 17 500 000 utast, melyet 162 személyszállító vonat szolgál ki naponta. Az állomás építési költsége 14 milliárd jüan volt, mely tartalmazza a környezet átépítését is (Állomás előtti tér, közlekedési eszközök támogatása, járulékos utak, vasútvonalak, környezetvédelem).

## Vasútvonalak
Az állomást az alábbi vasútvonalak érintik:
- Peking–Kanton nagysebességű vasútvonal
- Vuhan-Huangshi intercity vasútvonal
- Wuhan–Jiujiang passenger railway
- Sicsiacsuang–Vuhan nagysebességű vasútvonal

## Kapcsolódó állomások
A vasútállomáshoz az alábbi állomások vannak a legközelebb:
- Hengdian East railway station (Peking Nyugati pályaudvar, Peking–Kanton nagysebességű vasútvonal)
- Wulongquan East railway station (Kanton Déli pályaudvar, Peking–Kanton nagysebességű vasútvonal)
- Huashannan Railway Station (Dayebei Railway Station, Huanggangdong Railway Station, Vuhan-Huangshi intercity vasútvonal)
- Huashannan Railway Station (Jiujiang railway station, Lushan railway station, Wuhan–Jiujiang passenger railway)
- Shekou Railway Station (Shekou Railway Station, nem ismert)
- Danshuichi Railway Station (Danshuichi Railway Station, nem ismert)
- Wuchangdong Railway Station (Wuchangdong Railway Station, nem ismert)
- Wuhandong Railway Station (Xianningnan Railway Station, nem ismert)

## Galéria

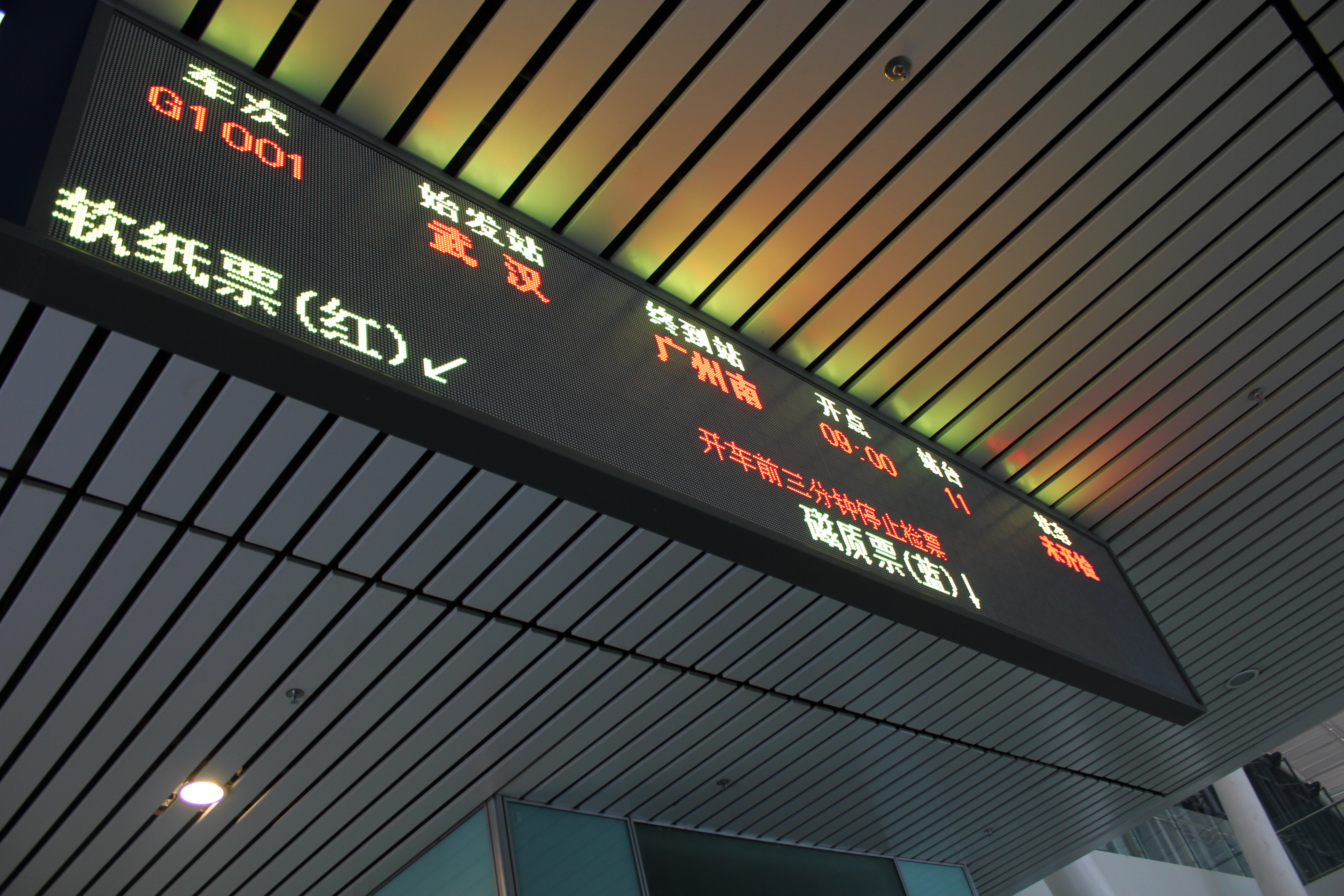
Utastájékoztató-berendezés Vuhan–Kanton nagysebességű vasútvonal vonataihoz
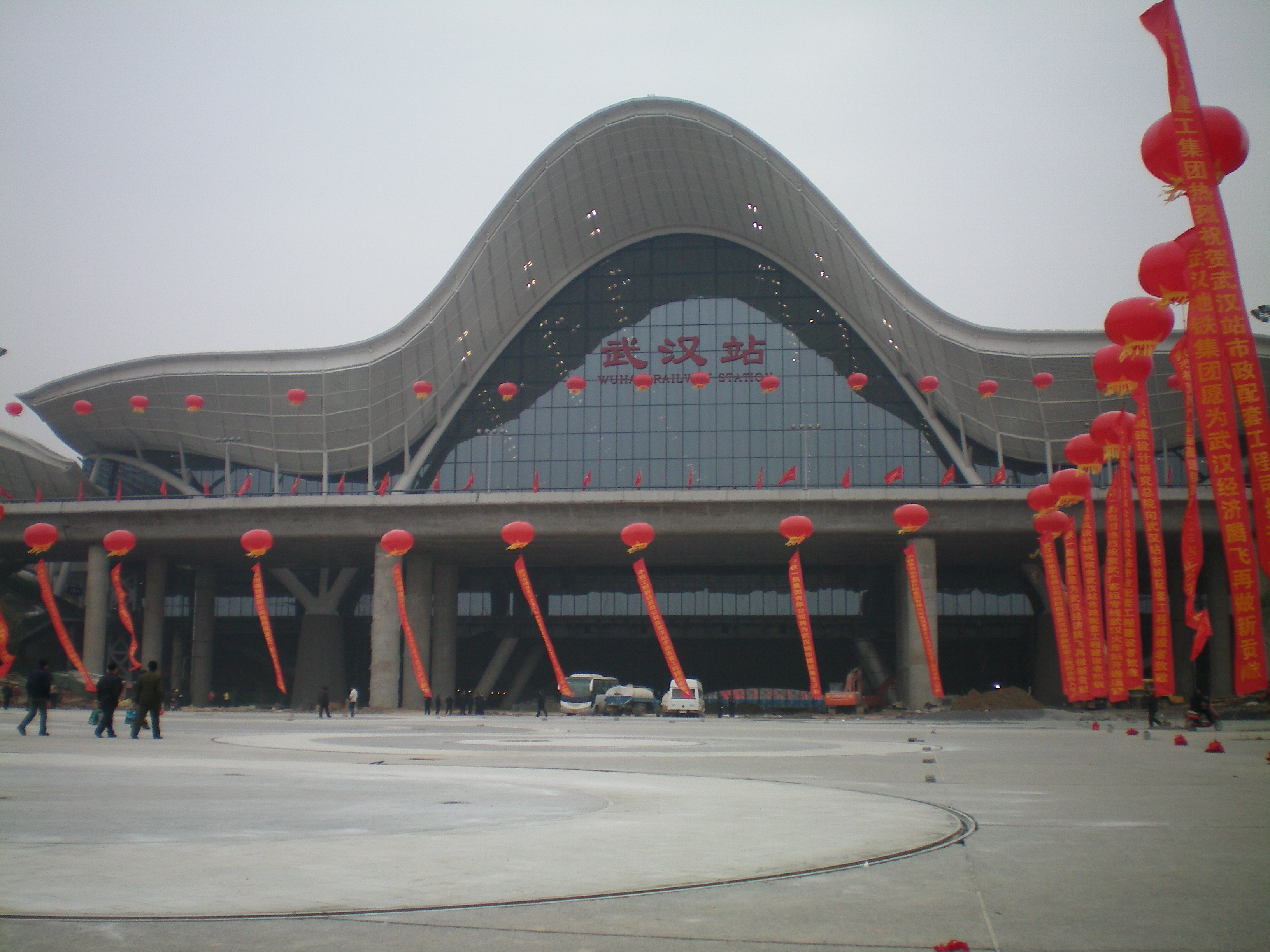
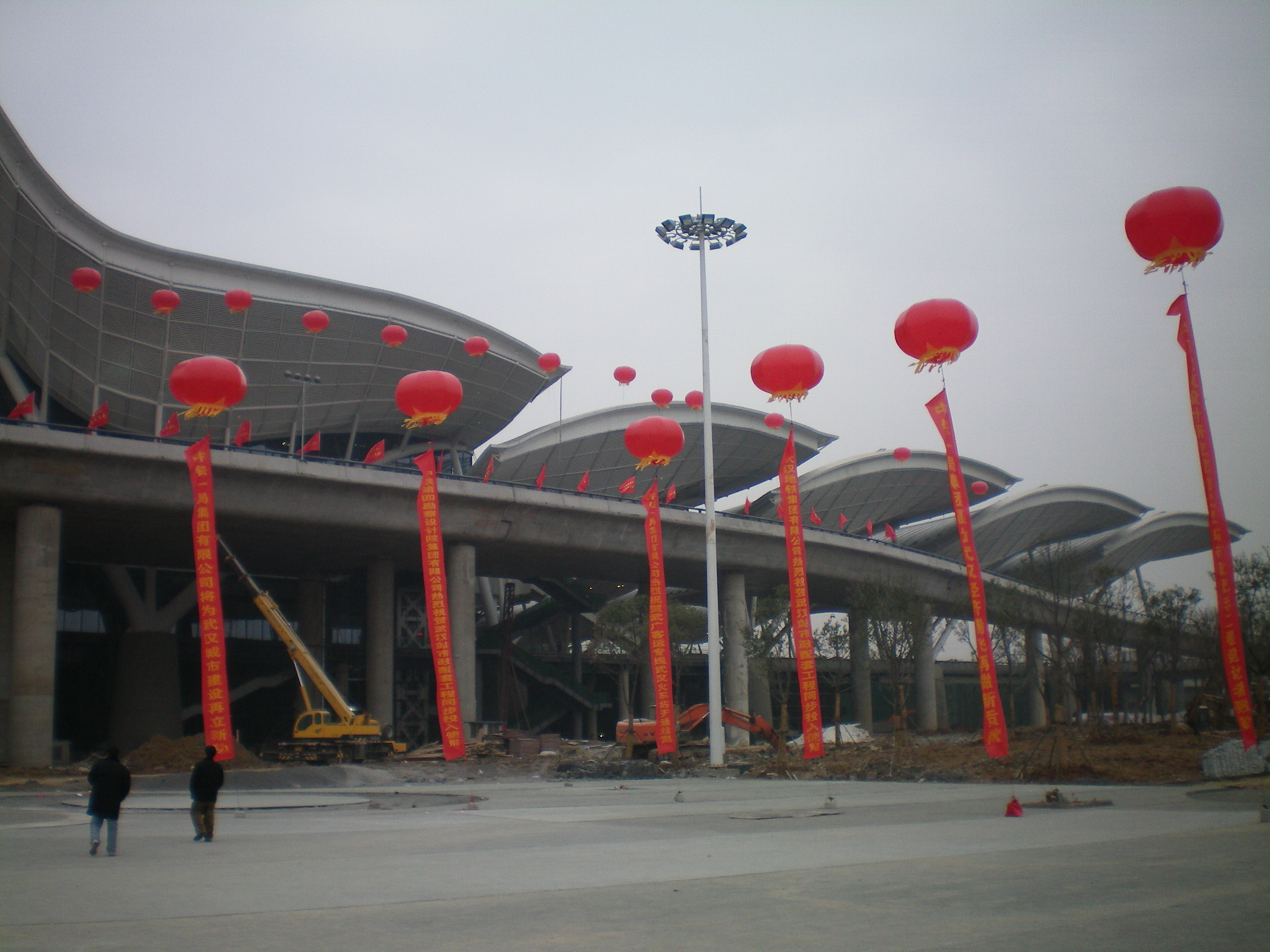
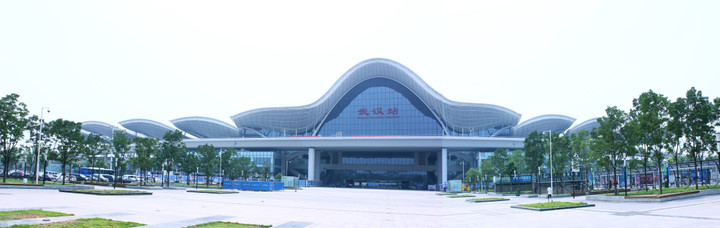
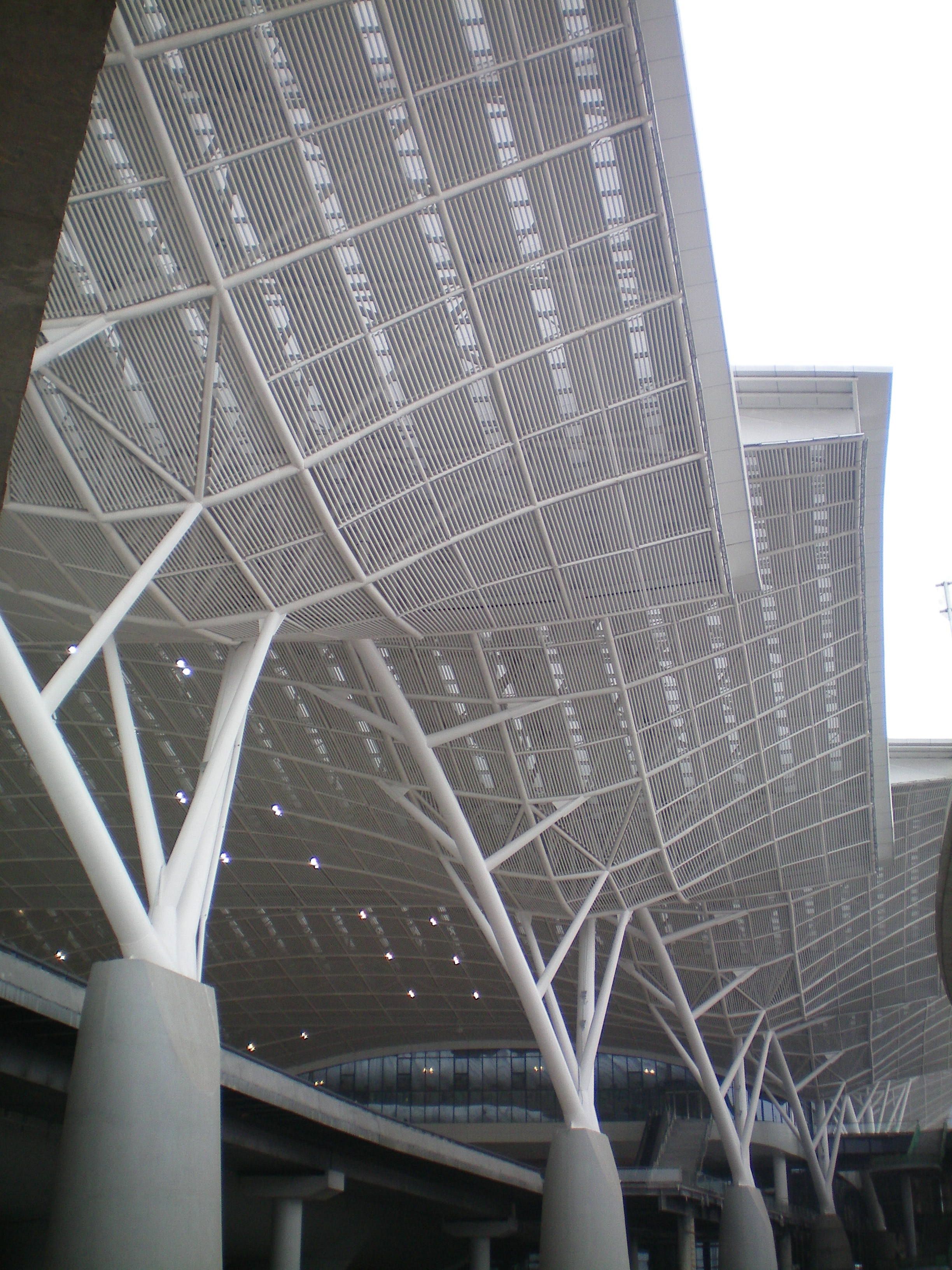
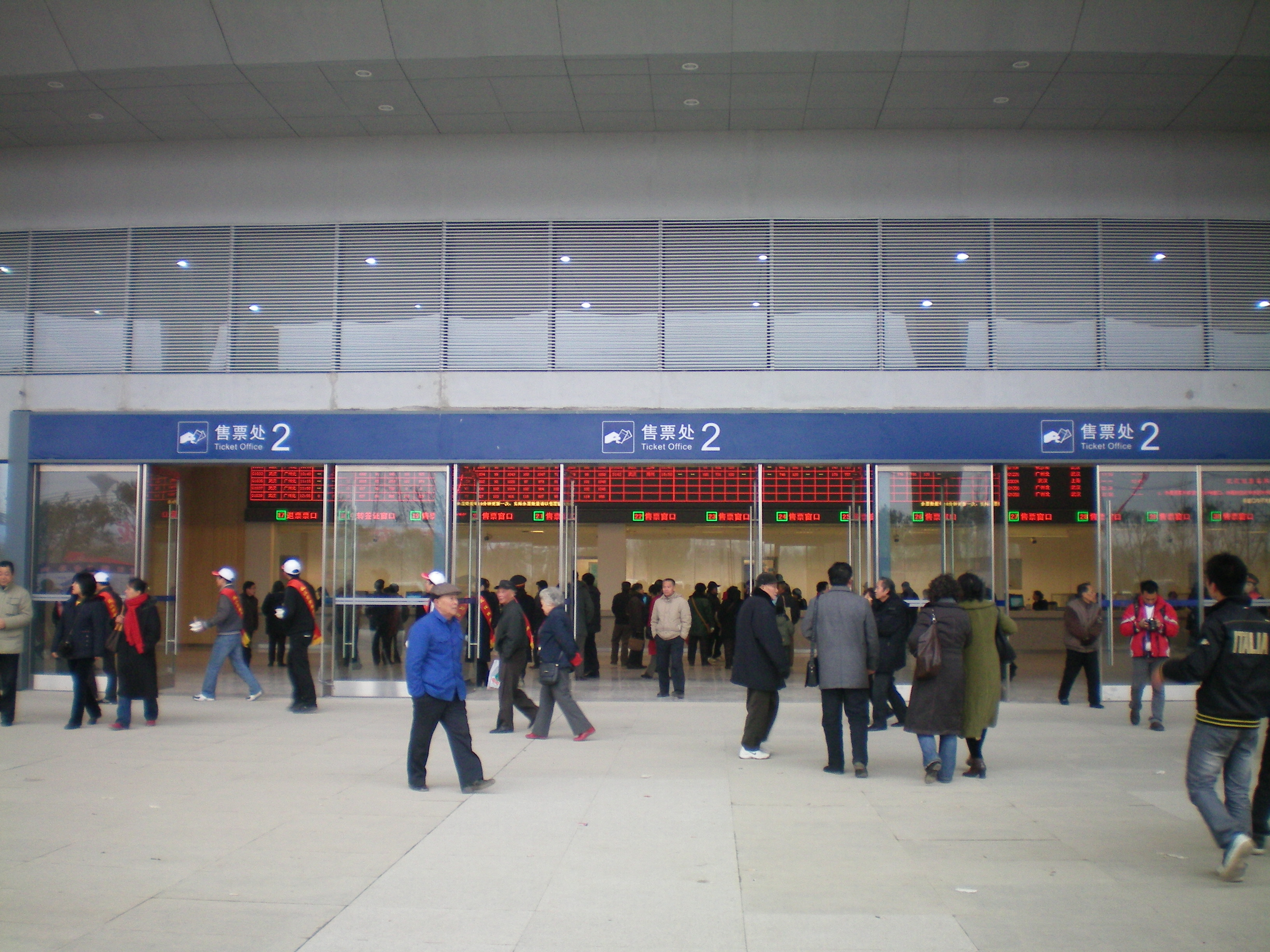
A pályaudvar kettes számú pénztárcsarnokának bejárata
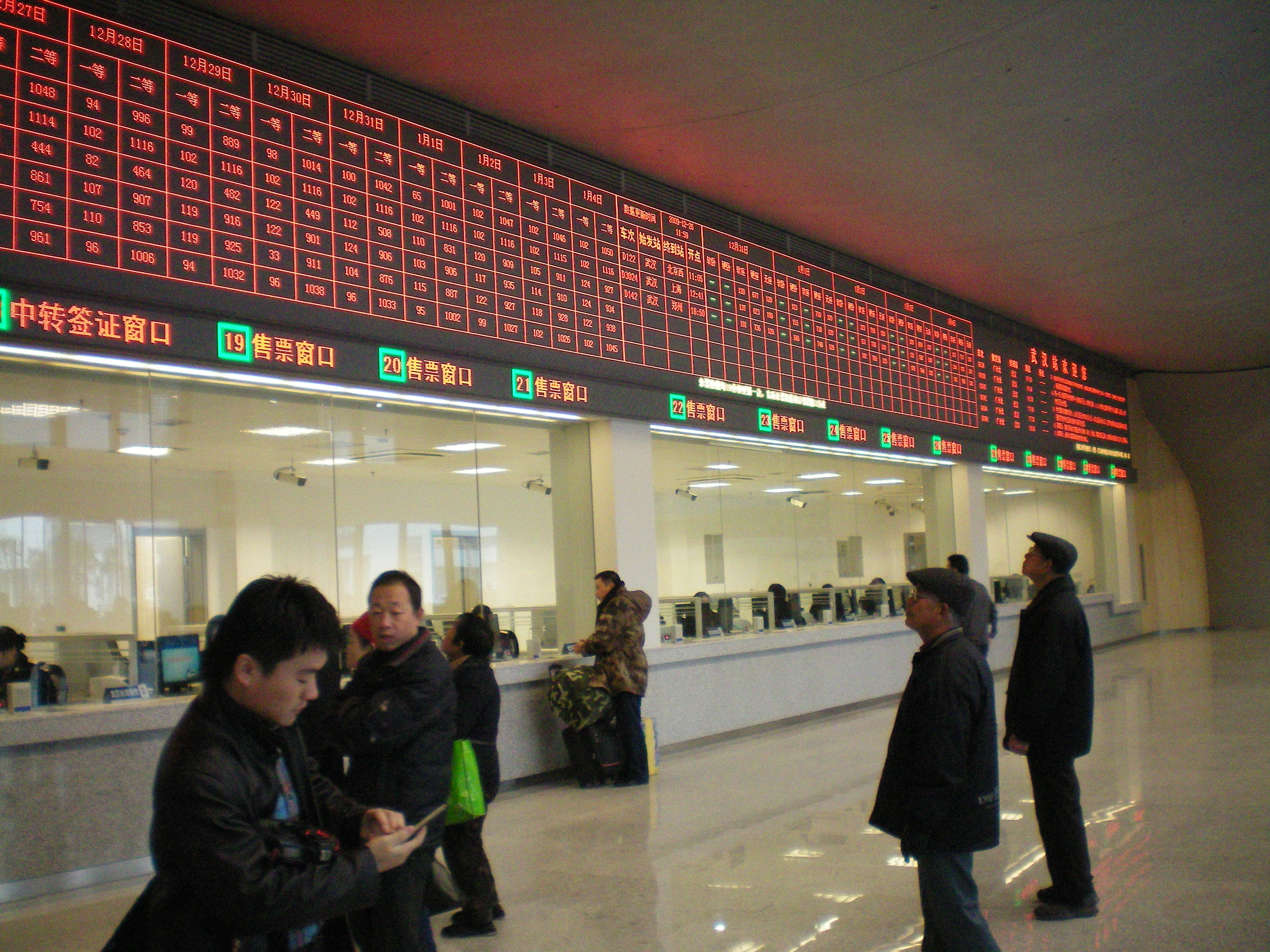
Pénztárcsarnok
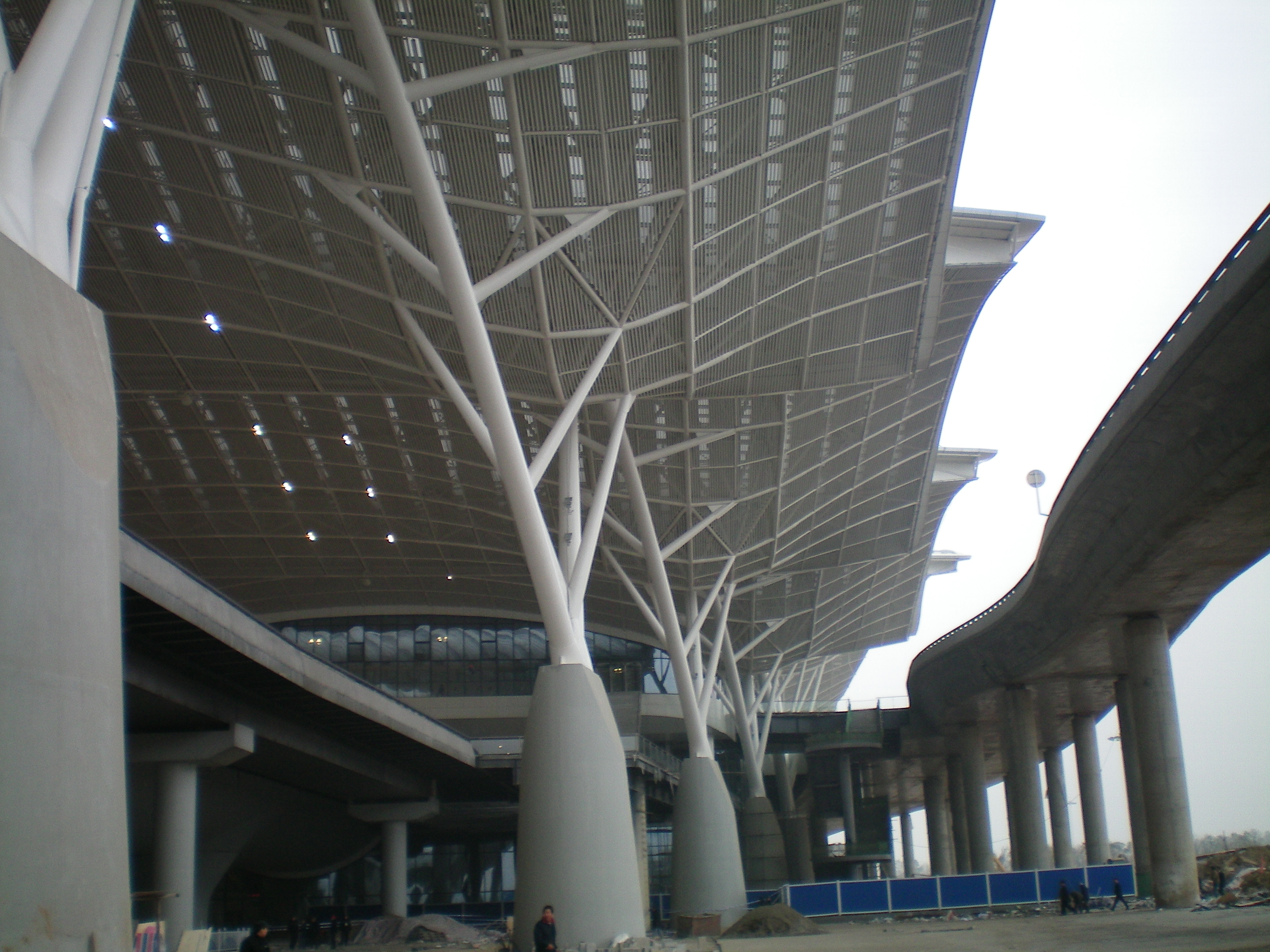

## Fordítás
- Ez a szócikk részben vagy egészben  a(z)   武汉站 című kínai Wikipédia-szócikk fordításán alapul.  Az eredeti cikk szerkesztőit annak laptörténete sorolja fel. Ez a jelzés csupán a megfogalmazás eredetét és a szerzői jogokat jelzi, nem szolgál a cikkben szereplő információk forrásmegjelöléseként.